# Automeris windiana
Automeris windiana är en fjärilsart som beskrevs av Lemaire 1971. Automeris windiana ingår i släktet Automeris och familjen påfågelsspinnare. Inga underarter finns listade i Catalogue of Life.